# 목혈관신경집
목혈관신경집(carotid sheath) 또는 경동맥초(頸動脈鞘)는 목동맥, 속목정맥, 미주신경 등을 둘러싸고 있는 결합조직이다. 피부 아래 지방조직인 얕은목근막의 바로 아래에 있는 깊은목근막의 일부이다.

## 구조
목혈관신경집은 입인두 높이에서 인두뒤공간의 가쪽 경계와 목빗근의 깊은쪽에 위치하고 있다. 머리뼈바닥에서 첫째 갈비뼈와 복장뼈까지 뻗어 있으며, C7에서 T4까지 그 뻗는 위치가 다를 수 있다. 빗장밑정맥에 이르면 겨드랑혈관신경집과 합쳐진다.

### 내용물
목혈관신경집에 들어 있는 주요 구조물은 다음과 같다.
- 온목동맥[1][2]
- 속목동맥과 바깥목동맥 일부[3]
- 속목정맥[1][2]
- 미주신경[1][3]
- 되돌이후두신경 일부[3]
- 깊은목림프절[4]

위쪽에서는 혀인두신경, 더부신경, 혀밑신경 등도 목혈관신경집에 들어 있으며, 밑으로 내려오면서 목혈관신경집을 관통한다.

### 위치 관계
목신경고리는 목혈관신경집 앞벽에 놓여 있다. 교감신경줄기는 목혈관신경집 바로 뒤쪽의 척주앞근막에 놓여 있다.

## 추가 이미지

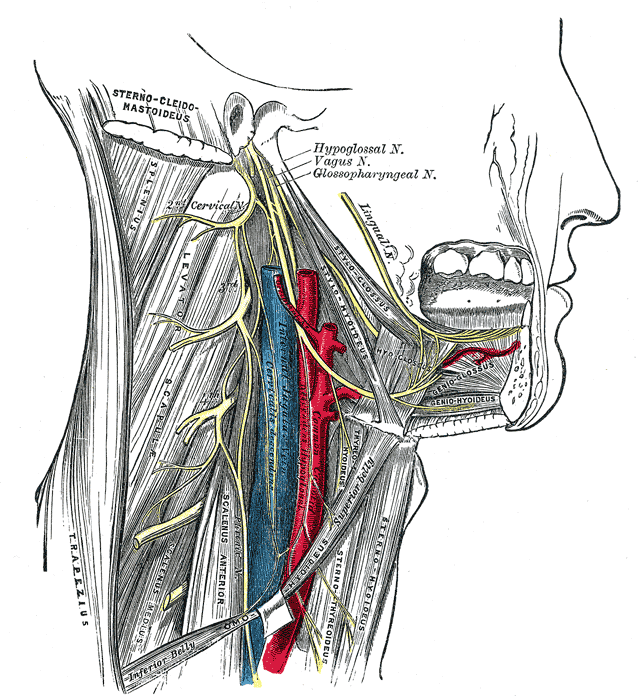
혀밑신경과 목신경얼기, 그리고 그 가지들.
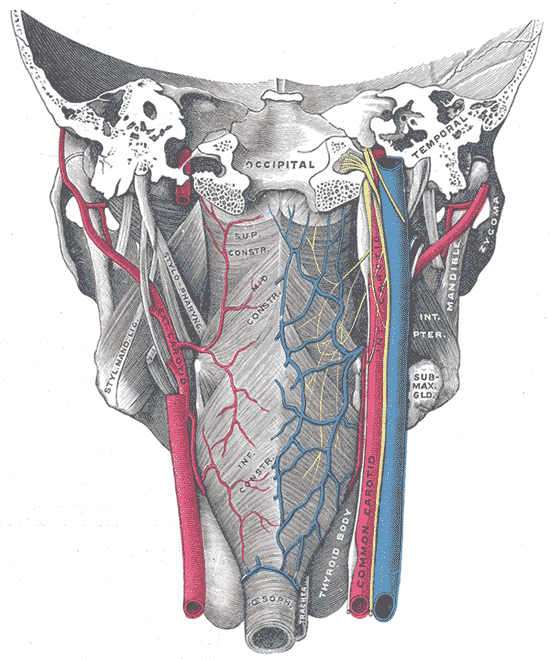
뒤에서 본 인두의 근육들과 주변의 혈관, 신경.